# SŽD-Baureihe С (1932)
Die Lokomotiven der Baureihe С (deutsche Transkription S) der Sowjetischen Eisenbahnen (SŽD) sind breitspurige Elektrolokomotiven. Sie wurden zuerst als Baureihe С10 (S10) bezeichnet. Zwei Lokomotiven der Baureihe wurden zu СМ (SM) umgebaut.

## Baureihe С (S)
Als erste Ferneisenbahnstrecke der Sowjetunion wurde von 1928 bis 1932 der Abschnitt Chaschuri–Sestaponi der Bahnstrecke Poti–Baku der Transkaukasischen Eisenbahn in der Georgischen SSR elektrifiziert, um den steigenden Transportleistungen über den Suramipass gerecht zu werden. Die Elektrifizierung erfolgte  mit 3000 Volt Gleichstrom. Mangels Erfahrung mit dem Bau von Elektrolokomotiven war die Beschaffung von Lokomotiven für diese Strecke im Ausland vorgesehen. Hierfür wurden Angebote von den Herstellern AEG und Siemens-Schuckert (beide Deutschland) sowie Metropolitan Vickers (Vereinigtes Königreich), General Electric (USA) und Tecnomasio Italiano Brown Boveri (Italien) eingeholt. Den Zuschlag bekamen General Electric für acht und Tecnomasio Italiano Brown Boveri für sieben Lokomotiven.
General Electric wurde als Lieferant ausgewählt, da sie zuvor schon nach Brasilien für ein vergleichbares Einsatzgebiet Lokomotiven mit sechs Treibachsen, Motoren mit einer Leistung von 340 Kilowatt und Nutzbremse geliefert hatten. Die ersten beiden Lokomotiven wurden im Juni 1932 ausgeliefert, sie wurden in Chaschuri beheimatet und erhielten die Nummern С10-01 und -03. Die Baureihenbezeichnung leitete sich dabei vom Einsatzgebiet ab und steht für „Сурамский“ (Suramski).
Mit der Baureihe С10 wurde das typische Erscheinungsbild sowjetischer Elektrolokomotiven bis weit in die 1950er Jahre eingeführt. Charakteristisch ist der Frontumlauf, an dem Scheinwerfer und Steckdosen angebracht sind und der Zugang zum Führerstand von der Frontseite. Entsprechend dem Einsatzzweck wurden dreiachsige Drehgestelle verwendet.
Nachdem im Sommer 1932 die Elektrifizierung der Strecke abgeschlossen worden war, wurden am 2. August Probefahrten durchgeführt. Am 16. August wurde der elektrische Betrieb mit С10-03 eröffnet. Ende 1932 wurden die restlichen sechs С10 geliefert, allerdings im Gegensatz zu den ersten beiden ohne Motoren. Der Import von Elektrolokomotiven hatte eine Übergangslösung sein sollen, angestrebt wurde der einheimische Bau. Zu diesem Zweck war mit General Electric die Übernahme der Konstruktionspläne vereinbart worden. Der erste Nachbau entstand bereits 1932, die Lokomotive erhielt die Nummer СС11-01 (SS11-01; die Baureihe wurde später als СС (SS) bezeichnet). Die im Moskauer Werk Dinamo gebauten Nachbaumotoren des Typs ДПЭ-340 (DPE-340) hatten ebenfalls eine Leistung von 340 Kilowatt. Diese Motoren wurden auch in die sechs antriebslos gelieferten С10 eingebaut.
Für den elektrischen Betrieb war von Anfang an der Einsatz der Lokomotiven in Mehrfachtraktion vorgesehen. Nachdem 1933 die von Tecnomasio Italiano Brown Boveri gelieferte Baureihe СИ10 (SI10), später СИ (SI) zur Verfügung stand, wurden mit СИ10-10 Versuche unternommen. Da diese erfolgreich waren, wurden alle Lokomotiven der Baureihen С, СС und СИ für Mehrfachtraktion ausgerüstet, ein gemischter Einsatz der Baureihen war jedoch nicht möglich.
1934 übernahmen die Elektrolokomotiven den alleinigen Betrieb auf dem Surami-Pass, 17 Elektrolokomotiven ersetzten hierbei 42 Dampflokomotiven der Baureihe Э.
Noch in den 1930er Jahren wurde die Bezeichnung der Baureihe С10 geändert, der Zusatz „10“ entfiel, die endgültige Baureihenbezeichnung war somit „С“.

## Baureihe СМ (SM)
Die Nachfolgebaureihe СС wurde ab 1952 einer Modernisierung unterzogen. In diese Modernisierung wurden auch С-01 und -02 einbezogen, sie erhielten die Nummern СМ-01 und -02. Hierbei wurden Motoren des Typs ДПЭ-400А (DPE-400A) eingebaut, wie sie auch für die Baureihe ВЛ22М verwendet wurde, der elektrische Aufbau wurde an diese Lokomotiven angepasst, allerdings ohne Einbau einer Nutzbremse. Die Höchstgeschwindigkeit wurde auf bis zu 80 km/h erhöht.
Sowohl die modernisierten als auch die nicht modernisierten Lokomotiven wurden 1973 ausgemustert, keine Lokomotive der Baureihe С blieb erhalten.